# Monika Debertshäuser
Monika Debertshäuser, née le 18 septembre 1952 à Sonneberg, est une skieuse de fond est-allemande.

## Biographie
Lors des Jeux olympiques d'hiver de 1976 organisés à Innsbruck en Autriche, Monika Debertshäuser réalise le meilleur résultat de sa carrière se classant troisième du 4 × 5 kilomètres avec le relais est-allemand également composé de Veronika Schmidt, Sigrun Krause, Barbara Petzold. Elle est également 7e du 5 kilomètres et 14e du 10 kilomètres en individuel. 

### Vie privée
Mariée pendant une courte période avec Gerd Heßler, autre fondeur est-allemand, elle devient policière puis enquêtrice à Suhl pour la délinquance des jeunes.